# Abbas Mohamad
Abbas Mohamad (arabisch عباس محمد, DMG ʿAbbās Muḥammad; * 15. Juni 1998 in Borås) ist ein irakisch-schwedischer Fußballspieler.

## Karriere

### Verein
Abbas Mohamad erlernte das Fußballspielen in den schwedischen Jugendmannschaften der Borås Kings, IF Elfsborg, Kronängs IF und Norrby IF. Der Verein aus seiner Geburtsstadt Borås spielte in der dritten Liga, der Division 1. Als Jugendspieler kam er 2015 zweimal in der dritten Liga zum Einsatz. Im März 2016 unterschrieb er bei Norrby seinen ersten Vertrag. Am Ende der Saison 2016 wurde er mit dem Klub Vizemeister und stieg in die zweite Liga auf. Von August 2017 bis November 2017 wurde er an den Dalstorps IF nach Dalstorp ausgeliehen. Bei Norrby stand er bis Mai 2022 unter Vertrag. Hierbei bestritt er 77 Ligaspiele. Im August 2022 schloss er sich dem ebenfalls in der zweiten Liga spielenden Dalkurd FF an. Für den Verein aus Uppsala bestritt er bis Anfang Januar 2023 elf Ligaspiele. Am 8. Januar 2023 unterschrieb er einen Vertrag beim Zweitligisten GAIS Göteborg. Dieser Vertrag wurde jedoch einen Tag später wieder aufgelöst. Anschließend war er bis Ende Juni 2023 vertrags- und vereinslos. Am 1. Juli 2023 zog es ihn nach Thailand. Hier unterschrieb er in Nakhon Ratchasima einen Vertrag beim Zweitligisten Nakhon Ratchasima FC. Am Ende der Saison 2023/24 feierte er mit dem Verein aus Nakhon Ratchasima die Meisterschaft der zweiten Liga sowie den direkten Wiederaufstieg in die erste Liga. Für Korat bestritt er 30 Ligaspiele. Im Sommer 2024 wurde sein Vertrag in Nakhon Ratchasima nicht verlängert.

## Erfolge
Nakhon Ratchasima FC
- Thailändischer Zweitligameister: 2023/24  ▲

### Nationalmannschaft
Abbas Mohamad gab sein Debüt in der irakischen Nationalmannschaft am 26. September 2022 in einen Freundschaftsspiel gegen Syrien.